# Гільгрофен
Гільгрофен (нім. Hillgroven) — громада в Німеччині, розташована в землі Шлезвіг-Гольштейн. Входить до складу району Дітмаршен. Складова частина об'єднання громад Бюзум-Вессельбурен.
Площа — 3,60 км2. Населення становить 59 ос. (станом на 31 грудня 2020).